# Schagen (gemeente)

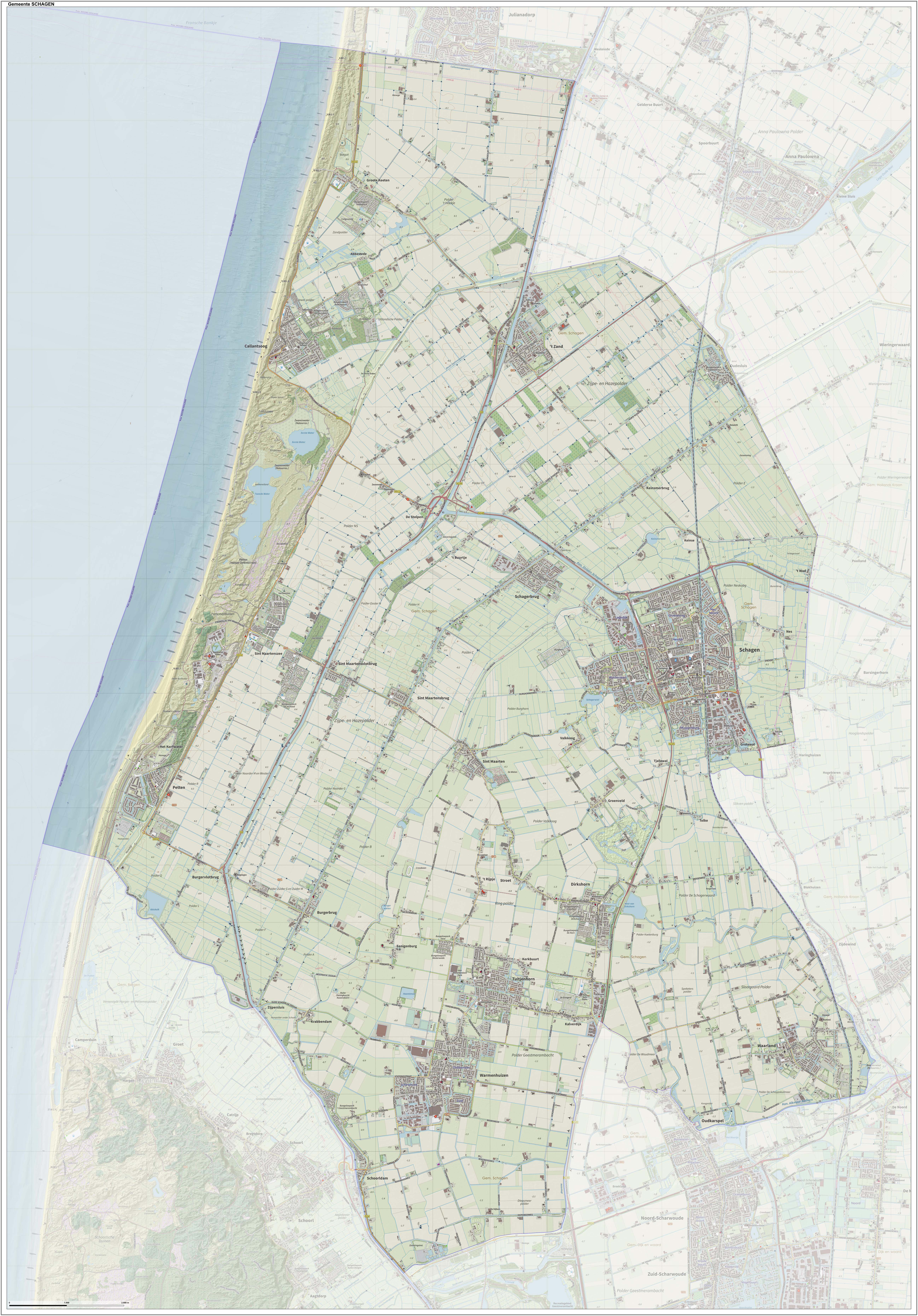
Topografische gemeentekaart van Schagen, per september 2023

Schagen is een gemeente in de Nederlandse provincie Noord-Holland, gedeeltelijk in de regio West-Friesland, sinds 2013 de naam van een fusiegemeente die bestaat uit de voormalige gemeenten Schagen, Zijpe en Harenkarspel. De hoofdplaats is de gelijknamige stad Schagen. Het gemeentehuis van Tuitjenhorn was enkele jaren in gebruik door de fusiegemeente naast het kantoor in Schagen dat in begin 2017 verbouwd is. Het gemeentebestuur is gevestigd in het gemeentehuis aan de Laan in Schagen.
De stad Schagen is de enige plaats binnen de nieuwe gemeente die ooit stadsrechten heeft gekregen en vormt de toeristentrekker naast de kust van de Zijpe, met onder meer de badplaatsen Groote Keeten, Callantsoog en Sint Maartenszee. Het gebied tussen de kust en de stad Schagen wordt gekenmerkt door de landbouwgronden, met veel bollenvelden en een aantal middelgrote dorpen. Bij Petten zijn twee onderzoekskernreactoren gelegen.

## Verkeer en vervoer

### Weg
Door de gemeente loopt een aantal hoofdwegen: de N9, N241, N245, N248 en N249. Al deze wegen zijn binnen de gemeentegrens 80 km-wegen en beschikken over 1 rijstrook in iedere rijrichting. Daarnaast liggen ook de N502 en de N503 binnen de gemeente. Zowel de N502 als de N503 heeft in beide richtingen 1 rijstrook. De maximumsnelheid op de N502 varieert; op sommige trajecten is 80 km/u toegestaan, maar ook 60 km/u en een klein stukje komt zelfs 30 km/u voor als maximum. Over de gehele N503 mag niet harder dan 60 km/u gereden worden.

### Spoor
In de gemeente ligt de spoorlijn Den Helder - Schagen - Alkmaar, met in Schagen een station. Vanuit Schagen is er elk half uur een verbinding met Den Helder, Alkmaar, Amsterdam Centraal, Utrecht Centraal, Arnhem Centraal en verder richting Nijmegen. Daarnaast is er in zowel de ochtend- als de avondspits een rechtstreekse verbinding met 's-Hertogenbosch, Eindhoven en Maastricht.

### Bus
Binnen de gemeente Schagen zijn er diverse (buurt)buslijnen, waarvan op een enkele na alle station Schagen als begin-/eindpunt hebben.

## Plaatsen binnen de gemeente
Stad:
- Schagen

| Dorpen/gehuchten: - 't Rijpje - 't Zand - Abbestede - Burgerbrug - Burgervlotbrug - Callantsoog - De Stolpen - Dirkshorn - Eenigenburg - Groenveld - Groote Keeten - Kalverdijk - Keinse - Krabbendam - Oudesluis - Petten - Schagerbrug - Schoorldam (gedeeltelijk) - Sint Maarten - Sint Maartensbrug - Sint Maartensvlotbrug - Sint Maartenszee - Stroet - Tjallewal - Tolke - Tuitjenhorn - Valkkoog - Waarland - Warmenhuizen | Buurtschappen: - 't Buurtje - 't Wad - Avendorp - Bliekenbos - Burghorn - Cornelissenwerf - De Banne - De Dijken - De Hale - De Weel (gedeeltelijk) - Dijkstaal - Grootven - Grotewal - Hemkewerf - Het Korfwater - Huiskebuurt - Keinsmerbrug - Kerkbuurt - Lagedijk - Leihoek - Mennonietenbuurt - Nes - Schagerwaard - Slootgaard - Stolpervlotbrug - Vennik (gedeeltelijk) - Woudmeer - Zijbelhuizen (tot begin 21e eeuw Ring genoemd) - Zijpersluis |

## Politiek en bestuur

### College van B&W
Het college van burgemeester en wethouders van de gemeente Schagen bestaat uit:
- Burgemeester: M.J.P. (Marjan) van Kampen-Nouwen
- Wethouders:
  - P. (Puck) De Nijs-Visser (CDA)
  - S.C. (Simco) Kruijer (JessLokaal)
  - H. (Haydar) Erol (Seniorenpartij Schagen)
  - J.J. (Hans) Heddes (PvdA)
- Secretaris:
  - E. (Eva) van der Bruggen

### Gemeenteraad
Sinds 1 januari 2013 is de gemeente Schagen gefuseerd met de gemeenten Harenkarspel en Zijpe. Vanwege de tussentijdse gemeenteraadsverkiezingen in 2012, zijn er, in tegenstelling tot nagenoeg alle andere gemeenten in Nederland, geen gemeenteraadsverkiezingen gehouden in 2014.
| Partij                                                       | 2012  | 2018  | 2022  |
| ------------------------------------------------------------ | ----- | ----- | ----- |
| CDA                                                          | 9     | 10    | 7     |
| JessLokaal (tot 2020: JESS)                                  | 3     | 3     | 6     |
| Seniorenpartij Schagen                                       | 3     | 4     | 5     |
| VVD                                                          | 5     | 4     | 4     |
| PvdA                                                         | 5     | 3     | 3     |
| GroenLinks                                                   | -     | 1     | 1     |
| D66                                                          | 1     | 1     | 1     |
| SP                                                           | 1     | 1     | 1     |
| Wens4U                                                       | 1     | 1     | 1     |
| Duurzaam Schagen (tot 2017: Duurzaam Natuurlijk Alternatief) | 1     | 1     | -     |
| Totaal                                                       | 29    | 29    | 29    |
| Opkomst                                                      | 46,5% | 55,3% | 52,8% |

## Aangrenzende gemeenten
| Aangrenzende gemeenten | Aangrenzende gemeenten | Aangrenzende gemeenten | Aangrenzende gemeenten | Aangrenzende gemeenten |
| ---------------------- | ---------------------- | ---------------------- | ---------------------- | ---------------------- |
|                        |                        | Den Helder             |                        | Hollands Kroon         |
|                        |                        |                        |                        |                        |
|                        | Hollands Kroon         |                        |                        |                        |
|                        |                        |                        |                        |                        |
| Bergen                 |                        | Dijk en Waard          |                        | Dijk en Waard          |

## Monumenten
In de gemeente zijn er een aantal rijksmonumenten en oorlogsmonumenten, zie:
- Lijst van oorlogsmonumenten in Schagen
- Lijst van rijksmonumenten in Schagen (gemeente)
- Lijst van gemeentelijke monumenten in Schagen (gemeente)

## Kunst in de openbare ruimte
In de gemeente Schagen zijn diverse beelden, sculpturen en objecten geplaatst in de openbare ruimte, zie:
- Lijst van beelden in Schagen

Burgerbrug · Burgervlotbrug · Callantsoog · Dirkshorn · Eenigenburg · Groenveld · Groote Keeten · Krabbendam · Oudesluis · Petten · 't Rijpje · Schagen · Schagerbrug · Schoorldam (deels) · Sint Maarten · Sint Maartensbrug · Sint Maartensvlotbrug · Stroet · Tjallewal · Tolke (deels) · Tuitjenhorn · Valkkoog · Waarland · Warmenhuizen · 't Zand

Buurtschappen: Abbestede · Avendorp · Bliekenbos · 't Buurtje · De Banne · Burghorn · Cornelissenwerf · Dijkstaal · Grootven · Grotewal · Het Korfwater · De Hale · Hemkewerf · Huiskebuurt · Kalverdijk · Keinse · Keinsmerbrug · Kerkbuurt · Lagedijk · Leihoek · Mennonietenbuurt · Nes · Schagerwaard · Sint Maartenszee · Slootgaard · De Stolpen · Stolpervlotbrug · Vennik (deels) · 't Wad · De Weel (deels) · Woudmeer · Zijbelhuizen · Zijpersluis

Aalsmeer · Alkmaar · Amstelveen · Amsterdam · Bergen · Beverwijk · Blaricum · Bloemendaal · Castricum · Den Helder · Diemen · Dijk en Waard · Drechterland · Edam-Volendam · Enkhuizen · Gooise Meren · Haarlem ·  Haarlemmermeer · Heemskerk · Heemstede · Heiloo · Hilversum · Hollands Kroon · Hoorn · Huizen · Koggenland · Landsmeer · Laren · Medemblik · Oostzaan · Opmeer · Ouder-Amstel · Purmerend · Schagen · Stede Broec · Texel · Uitgeest · Uithoorn · Velsen · Waterland · Wijdemeren · Wormerland · Zaanstad · Zandvoort

Steden en dorpen · Voormalige gemeenten · Nederland: Provincies · Gemeenten